# 玉古伦赤·的斤
玉古伦赤·的斤（？—1250年代），是高昌回鶻亦都護巴而术·阿而忒·的斤之子。高昌回鶻是大蒙古国的附庸。
玉古伦赤·的斤的哥哥乞失马思、萨仑·的斤兄弟属于窝阔台-贵由一系，与拖雷一系不和。1252年，萨仑·的斤被大汗蒙哥借口残害伊斯兰教穆斯林的罪名杀死。玉古伦赤·的斤被蒙哥立为亦都護。玉古伦赤·的斤不久去世，其子马木剌·的斤即位。